# Konjici
Konjici (Tettigoniidae; zrikavci, kobilice, lisni skakavci) porodica su srednje velikih kukaca iz reda ravnokrilaca koji imaju timpanalne organe (organe sluha) zatvorene u pukotini na gnjatovima prednjih nogu.

## Izgled
Tijelo im je duguljasto, najčešće zelene ili smeđe zaštitne boje, glava velika, oči složene, čeljusti za grizenje i žvakanje, ticala duga, često dulja od njihova tijela. Ženka ima dugu leglicu koja joj omogućava polaganje jaja duboko u tlo. Stridulacijski organi im se nalaze pri dnu prednjih krila pa kad zriču uzdignu prednja krila i brzo ih pomiču. Neke vrste imaju razvijena oba para krila, dok su kod roda Barbitistes zakržljala

## Ličinke
Ličinke se razvijaju nepotpunom preobrazbom a u zadnjem presvlačenju dobivaju krila.

## Prehrana
Lisni skakavci ili konjici prvenstveno su biljožderi, ali ima i entomofagnih mesoždera.

## Sistematika

### Potporodice
- Potporodica: Acridoxeninae Zeuner, 1936
- Potporodica: Austrosaginae Rentz, D.C.F., 1993
- Potporodica: Bradyporinae Thomas, C., 1872
- Potporodica: Conocephalinae Thomas, C., 1872
- Potporodica: Hetrodinae Brunner von Wattenwyl, 1878
- Potporodica: Lipotactinae Ingrisch, 1995
- Potporodica: Listroscelidinae Redtenbacher, 1891
- Potporodica: Meconematinae Karsch, 1891
- Potporodica: Mecopodinae Karsch, 1891
- Potporodica: Microtettigoniinae Rentz, D.C.F., 1979
- Potporodica: Phaneropterinae Burmeister, 1838
- Potporodica: Phasmodinae Caudell, 1912
- Potporodica: Phyllophorinae Brunner von Wattenwyl, 1898
- Potporodica: Pseudophyllinae Burmeister, 1840
- Potporodica: Pseudotettigoniinae Sharov, 1962 †
- Potporodica: Saginae Brunner von Wattenwyl, 1878
- Potporodica: Tettigoniinae Stoll, C., 1787
- Potporodica: Tympanophorinae Kirby, W.F., 1906
- Potporodica: Zaprochilinae Rentz, D.C.F. & Clyne, 1983
- Rod Arctolocusta Heer †
- Rod Lithymnetes Scudder, S.H., 1878 †

### Vrste
Poznato je oko 6400 vrsta. Najpoznatije vrste u Hrvatskoj: sredozemni konjic (Saga pedo), jedna od rijetkih grabežljivih vrsta konjica, točkasti konjic (Leptophyes punctatissima), zeleni konjic Tettigonia (Locusta) viridisima, Phaneroptera falcata, Isophysia speciosa, Poecilimon gracilis i dr.